# 5e régiment d'infanterie coloniale
Pour les articles homonymes, voir 5e régiment.
Le 5e régiment d’infanterie coloniale est une unité de l'armée de terre française créée le 1er mars 1890, à Cherbourg sous le nom de 5e régiment d'infanterie de marine par dédoublement du 1er régiment d'infanterie de marine. Il combat pendant la Première Guerre mondiale, la Seconde Guerre mondiale et la guerre d'Indochine.

## Création et différentes dénominations
Le 1er mars 1890 : création, à Cherbourg, du 5e régiment d'infanterie de marine par dédoublement du 1er régiment d'infanterie de marine. C'est pour cela que son drapeau porte les inscriptions, Bomarsund 1854, Pei-Ho 1860, Puebla 1863, Sontay 1883.

## Chefs de corps
- 8 mars - juillet 1900 : colonel Lalubin
- 6 août 1914 - 12 septembre 1915 : colonel Roulet
- 12 - 26 septembre 1915 : colonel Dhers
- 8 octobre 1915 - 4 septembre 1916 : lieutenant-colonel Lofler (mort sur le front)
- 9 septembre 1916 - 19 avril 1918 : colonel Maroix
- 19 avril 1918 - 21 janvier 1919 : colonel Cluzeau
- colonel Jean-Marie Frédéric Eugène Ronde[Note 1]
- 1940 - Campagne de France : colonel Henry Le Bris

## Garnisons
- 1er janvier 1901 : le 5e régiment d'infanterie de marine prend l'appellation de 5e régiment d'infanterie coloniale ; il prend garnison à Lyon en 1912.
- En 1914 : casernement à Lyon, appartenant à la 2e brigade coloniale ; 1re Division Coloniale. Il s’illustre lors de la Première Guerre mondiale pendant laquelle il perd 10 952 hommes dont 238 officiers. Cité trois fois à l’ordre de l’armée, il obtient le droit au port de la fourragère aux couleurs de la Croix de guerre 1914-1918.

## Première Guerre mondiale

### Rattachements
- 76e division d'infanterie d'octobre 1914 à juin 1915

### Historique

#### 1914
- 3, 4 et 5 septembre : Vosges :
- Bataille du col de la Chipotte
- Larifontaine (Jeanménil)
- Bataille de Morhange
- Bataille de Sarrebourg

#### 1915
- Juillet, août : Opérations en Argonne
- 25 septembre-6 octobre : seconde bataille de Champagne, Souain

#### 1916
- Bataille de la Somme
- Juillet : Barleux, Belloy-en-Santerre

#### 1917
- Avril-mai : Le Chemin des Dames
- 25 septembre : Verdun : Les Chambrettes

#### 1918
- 12-23 juillet, 8 août: Mailly-Raineval
- 12 septembre Les Éparges
- 7-10 novembre : Hauts-de-Meuse

## Seconde Guerre mondiale

### Bataille de France (1940)

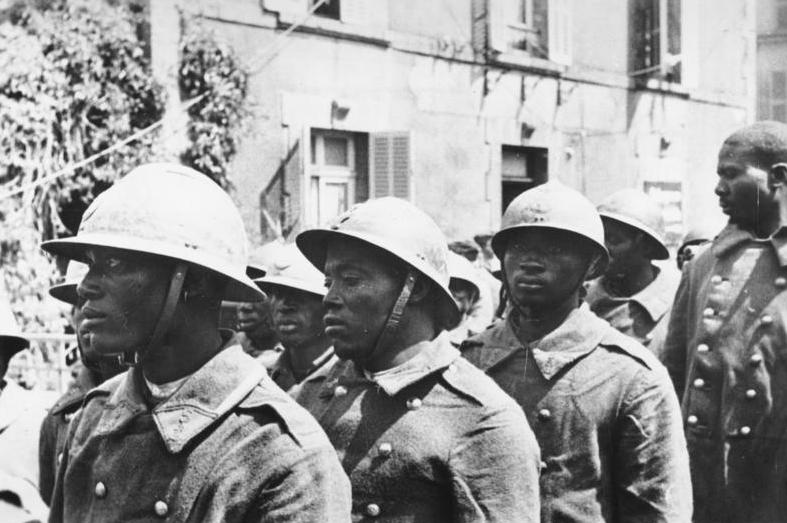
Tirailleurs du 5e RICMS capturé par les Allemands en mai 1940.

Dissout en 1924, le 5e RIC est hâtivement recréé à Bourges en 1939 avec des éléments de réserve[réf. souhaitée]. Il est renforcé en avril 1940 par les 51e, 52e et 53e bataillons de tirailleurs sénégalais et devient le 5e régiment d'infanterie coloniale mixte sénégalais (5e RICMS). Il est sous le commandement du colonel Henry Le Bris.
Les tirailleurs sont des réservistes âgés et les cadres n'ont pas l'expérience du commandement de troupes africaines. La cohésion de l'unité reste limitée car les soldats de différentes origines n'ont pas eu beaucoup de temps pour s'entraîner ensemble.
Engagé dans la campagne de France à partir du 17 mai avec 3 000 hommes (dont plus d'un tiers d'européens), il combat vaillamment[réf. nécessaire]. Le régiment est cependant le lieu de défaillance. Les tirailleurs fuient souvent vers l'arrière, soit après l'abandon de poste par les soldats et officiers européens, soit après la mise hors de combat de leur officier.
Le 12 juin, le 2e bataillon est encerclé par les blindés de la 8. Panzerdivision à Tilloy-et-Bellay. Les Allemands massacrent une dizaine de prisonniers, retrouvés brûlés et pendus à des arbres. Le 23 juin les 680 survivants, sans munitions, sont contraints de se rendre. Les troupes allemandes accordent aux officiers le droit de conserver leurs armes et rend les honneurs militaires aux débris du régiment[réf. souhaitée].

## Après guerre
Le 5e RIC renaît le 1er mai 1945 à Ceylan, par changement d’appellation du Corps Léger d'Intervention (CLI) créé à Alger en 1943. Il participe à la reconquête de l’Indochine française et reçoit sa quatrième citation à l’ordre de l’armée avant d’être de nouveau dissout le 30 juin 1946. Le 1er février 1947, le 5e bataillon parachutiste d’infanterie coloniale reçoit la garde du drapeau du 5e RIC.
Le 1er décembre 1953, le bataillon de marche d’Afrique devient le bataillon de marche du 5e régiment d’infanterie coloniale et rejoint l’Indochine avant de devenir le 1er septembre 1955 le 5e bataillon d’infanterie coloniale.
Le 1er décembre 1958, le 5e régiment interarmes d'outre-mer est créé. Il hérite des traditions et de l’emblème du 5e régiment d’infanterie coloniale.

## Traditions

### La fête des troupes de marine
Elle est célébrée à l'occasion de l'anniversaire des combats de BAZEILLES. Ce village qui a été 4 fois repris et abandonné sur ordres, les 31 août et le 1er septembre 1870.

### «Et au Nom de Dieu, vive la coloniale»
Les Marsouins et les Bigors ont pour saint patron Dieu lui-même. Ce cri de guerre termine les cérémonies intimes qui font partie de la vie des régiments. Son origine est une action de grâce du Révérend Père Charles de Foucauld, missionnaire, voyant arriver à son secours les unités coloniales un jour où il était en difficulté avec une tribu locale.

### Drapeau
Les noms des batailles s'inscrivent en lettres d'or sur le drapeau:
- Bomarsund 1854
- Pei-Ho 1860
- Puebla 1863
- Sontay 1883
- Loraine 1914
- Champagne 1915
- La Somme 1916
- Picardie 1918
- Indochine 1945-1946-1953-1955

### Décorations
Sa cravate s'orne de la croix de guerre 1914-1918 trois palmes et de la Croix de guerre des Théâtres d'opérations extérieurs avec 1 palme et des décorations octroyées par le roi du Laos, l'Ordre du Million d'Éléphants et du parasol blanc et la médaille de bronze du règne.

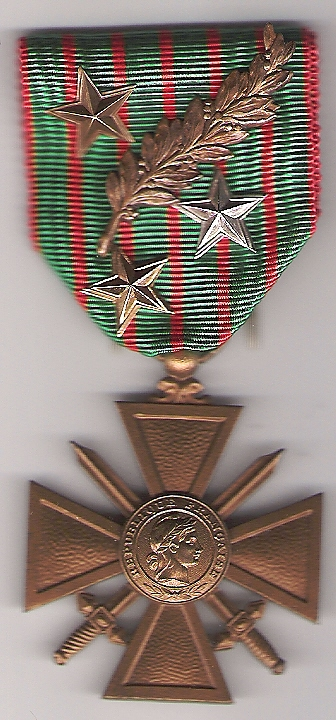
Photo Croix de guerre recto.
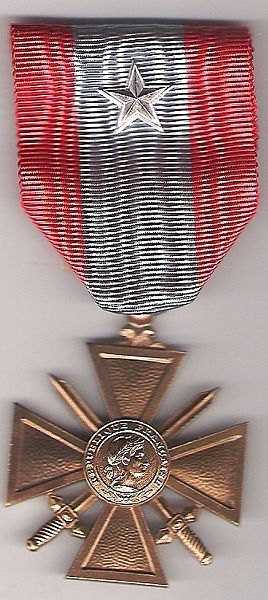
T.O.E du col.Brébant .T (recto).
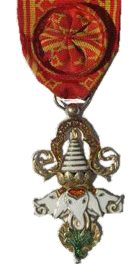
l'Ordre du Million d'Éléphants et du parasol blanc.
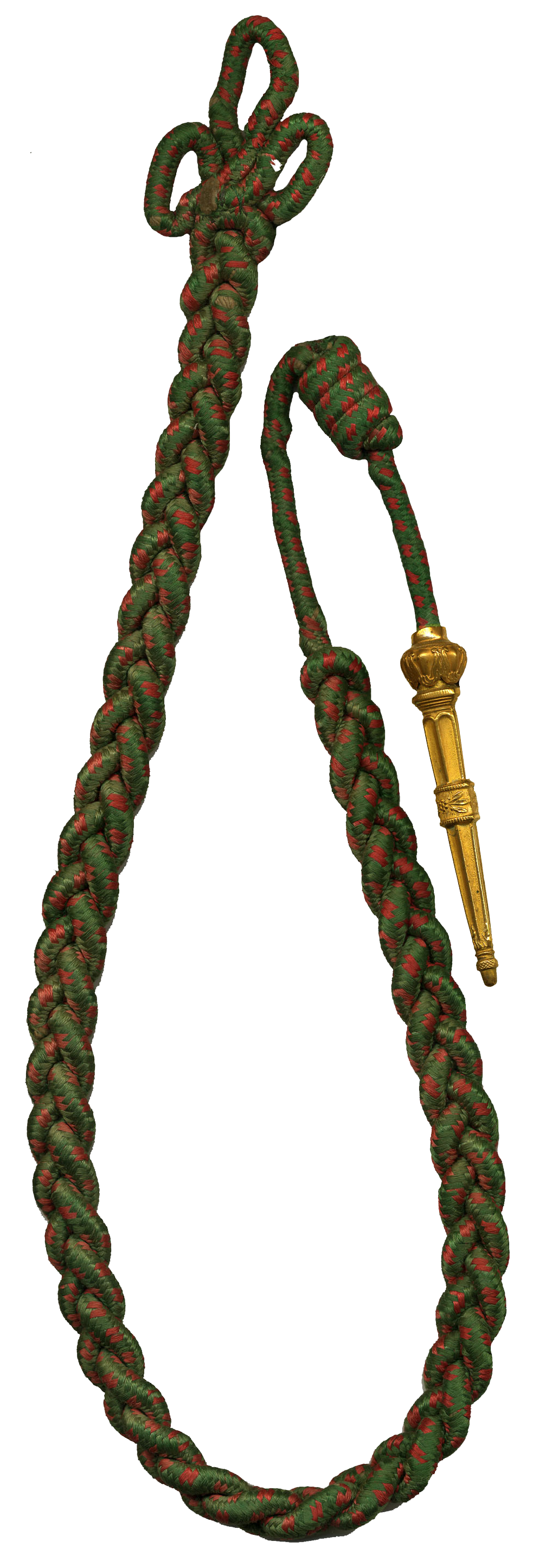
Fourragère aux couleurs de la Croix de guerre 1914-1918.

## Personnalités ayant servi au sein du régiment
- Louis Oubre (1885-1942), résistant français, Compagnon de la Libération.
- Pierre Anthonioz (1913-1996), grand-croix de la Légion d'honneur, militaire puis diplomate. Chef de section de mitrailleuses au 5e RICMS lors de la bataille de France, il est grièvement  blessé aux deux bras et à la jambe gauche à La Croix-en-Champagne le 13 juin 1940.